# Alfredo Castro (acteur)
Pour l’article homonyme, voir Alfredo Castro (football).
Alfredo Castro Gómez, né le 19 décembre 1955 à Santiago du Chili, est un acteur chilien de cinéma et de théâtre, fondateur du Teatro La Memoria au Chili.
Il tourne six fois avec Pablo Larraín, qui lui offre son premier rôle marquant dans Tony Manero. Ce film vaut à l'acteur d'être récompensé par de nombreux prix, notamment aux prestigieux festivals de La Havane et Buenos Aires.
Pour son rôle dans Les Amants de Caracas, Lion d'or à la Mostra de Venise 2015, il obtient la récompense de meilleur acteur au Festival international du film de Thessalonique 2015. Il est couronné trois ans plus tard du Prix Platino du meilleur acteur latino-américain.
En 2021, dans le cadre du Festival Cinélatino, 33ème Rencontres de Toulouse, un hommage lui est rendu sous forme de FOCUS ALFREDO CASTRO, avec la projection de 10 films.

## Filmographie partielle

### Cinéma
- 2006 : Fuga de Pablo Larraín : Claudio
- 2006 : Blackout (Unknown) de Simon Brand : voix du commentateur de football
- 2007 : Casa de remolienda de Joaquin Eyzaguirre : Renato
- 2008 : Tony Manero de Pablo Larraín : Raúl Peralta
- 2008 : La Buena Vida d'Andrès Wood : Jorge
- 2008 : Secretos de Valeria Sarmiento : Guru
- 2010 : Santiago 73, post mortem (Post Portem) de Pablo Larraín : Mario Cornejo
- 2012 : No de Pablo Larraín : Lucho Guzmán
- 2012 : Mon père va me tuer (È stato il figlio) de Daniele Cipri : Busu
- 2012 : Carne de Perro de Fernando Guzzoni : le pasteur évangélique
- 2013 : Les Sœurs Quispe (Las Niñas Quispe) de Sebastian Sepulveda : Fernando
- 2013 : Il mondo fino in fondo d'Alessandro Lunardelli : Lucho
- 2014 : Aurora de Rodrigo Sepulveda : le propriétaire du journal quotidien
- 2014 : Ventana de Rodrigo Susarte :
- 2015 : Les Amants de Caracas (Desde allá) de Lorenzo Vigas : Armando
- 2015 : El club de Pablo Larraín : père Vidal
- 2016 : Neruda de Pablo Larraín : Gabriel González Videla
- 2017 : El Presidente (La cordillera) de Santiago Mitre : Desiderio Garcia
- 2017 : Mariana (Los Perros) de Marcela Said : Juan, le colonel
- 2017 : Severina de Felipe Hirsch : Otto
- 2017 : Una historia necesaria de Hernan Caffiero : Max Santelices
- 2018 : Museum (Museo) d'Alejandro Luizpalacios : Dr Nuñez
- 2018 : Rojo de Benjamin Naishtat : Sinclair
- 2019 : Perro Bomba de Juan Caceres : le boss
- 2019 : Blanc sur blanc (Blanco en blanco) de Théo Court : le photographe
- 2019 : Medea d'Alejandro Moreno : le camionneur
- 2019 : Le Prince (El principe) de Sebastian Muñoz : El Potro
- 2019 : Después de Elena de Shawn Garry : Roberto
- 2019 : Algunas Bestias de Jorge Riquelme Serrano : Antonio
- 2019 : Bonded de Mohit Ramchandani : le chef
- 2020 : Karnawal de Juan Pablo Felix : El Corto
- 2020 : Je tremble ô matador (Tengo miedo torero) de Rodrigo Sepúlveda : La Loca del Frente
- 2020 : Mensajes perdidos (court-métrage) de Jorge Yacoman : Alfredo
- 2020 : Verlust d'Esmir Filho : Constantin
- 2021 : Las Consecuencias de Claudia Pinto : César
- 2021 : Piedra noche d'Ivan Fund : agent d'état
- 2021 : Inmersion de Nic Postiglione : Ricardo
- 2022 : La Vache qui chantait le futur (La vaca que canto una cancon hacia el futuro) de Francisca Alegria : Enrique
- 2022 : El Suplente de Diego Lerman : le Chilien
- 2022 : La California de Cinzia Bomoll : Allende
- 2023 : City of Dreams de Mohit Ramchandani : le patron
- 2023 : Les Colons (Los colonos) de Felipe Gálvez : José Menéndez
- 2023 : Le Comte (El conde) de Pablo Larrain : Fyodor
- 2023 : El viento que arrasa de Paula Hernandez : Révérend Pearson
- 2023 : Sayen : La Route asséchée (Sayen : la ruta seca) d'Alexander Witt : Salazar
- 2023 : El ladron de perros de Vinko Tomicic : Monsieur Novoa, le tailleur
- 2024 : Sayen : La cazadora d'Alexander Witt : lui-même
- 2024 : Polvo serán de Carlos Marqués-Marcet : Flavio
- 2024 : Amanece en Samana de Rafa Cortés : Don Luis
- 2024 : Isla Negra de Jorge Riquelme Serrano : Guillermo
- 2025 : Here Be Dragons d'Iria Gomez Concheiro :

### Télévision
- 2019-2020 : La Meute (série télévisée) : Alejandro Petersen
- 2022 : El Refugio (mini-série télévisée) de Pablo Fendrik : Leonardo
- 2023 : Allende, the Thousand Days (Los mil dias de Allende) de Nicolas Acuña (mini-série télévisée) : Salvador Allende Gossens